# Verdensmusik
Verdensmusik eller "world music" er et begreb der opstod i 1980'erne. Oprindelig går det tilbage til Peter Gabriels initiativ til WOMAD-festivalen og hans pladeselskab Real World. Egentlig betegnede det et "crossover" mellem vestlig populærmusik og traditionelle, ikke-vestlige musikformer. Med genrens tiltagende popularisering, blev ofte også selvstændige traditionelle musikgenrer kategorieret som verdensmusik, og dermed er begrebet blevet et synonym for "traditionel ikke-europæisk musik". Begrebet har været udsat for stigende kritik på grund af dets eurocentristiske definition af musikken.
Siden omkring 1920 har begrebet "verdensmusik" i det arabiske kulturområde stået for hvad man i vesten kalder "klassisk musik".
Denne artikel fortæller om begrebet som en særlig musikstilart, betegnende grænsedragene og syntesen mellem vestlig populærmusik og traditionelle, primært ikke-vestlige musikformer.

## Historisk udvikling
Siden 1960'erne har jazzmusikere, og særligt John Coltrane, ændret deres musikalske sprog i retning mod en især indisk og afrikansk lyd, melodi og rytme. Elementer fra traditionelle især ikke-vestlige musikformer er ligeledes blevet optaget i og bearbejdet af jazzmusikken.
På samme måde begyndte rockgrupper som The Beatles og The Rolling Stones i anden halvdel af 1960'erne at eksperimentere med den indiske og arabiske lyd. Den indiske sitar-spiller Ravi Shankar var på det tidspunkt meget populær i vesten. Allerede i de tidlige 1960'er var exotica-musikken blevet udviklet i USA, som forenede jazz, pop, samt latinamerikanske, afrikanske og hawaiianske elementer. Her blev der dog ikke lagt megen vægt på autenticitet.
Denne integrering af ikke-europæiske elementer i populærmusikken var helt i tråd med den moderne klassiske musik i slutningen af det 19. og begyndelsen af det 20. århundrede, der allerede havde beskæftiget sig med østeuropæisk folkemusik, foruden asiatisk musik som for eksempel de indonesiske gamelan-orkestre.
I 1990'erne fik verdensmusikken et stort opsving i popularitet, primært på grund af Peter Gabriels pladeselskab Real World, der udsprang af WOMAD-festivalen, som han havde grundlagt i 1980'erne. Festivaler som WOMAD præsenterede kunstnere og grupper fra hele verden, som var ukendte i vesten. På den måde blev eksempelvis Nusrat Fateh Ali Khan fra Pakistan og Youssou N'Dour fra Senegal kendte i vesten. De for det meste ikke-europæiske kunstnere producerede dog ofte under vestlige betingelser, til det vestlige marked, delvist også med vestlige musikere og vestligt udstyr. Dermed blev musikken ofte tilpasset den vestlige musiksmag, fordi der blev produceret til det europæiske og nordamerikanske marked.
Et andet betydningsfuldt projekt opstod i 1990. Under navnet One World One Voice arrangerede musikerne Kevin Godley og Rupert Hine et overvejende sammenhængende musikstykke, hvor flere end halvtreds forskellige musikere og grupper fra hele verden deltog, herunder blandt andre Afrika Bambaataa, Laurie Anderson, Mari Boine, Clannad, Johnny Clegg, Peter Gabriel, Bob Geldof, David Gilmour, Lou Reed, Ryuichi Sakamoto, Sting, Suzanne Vega og Leningrads Symfoniorkester. Der blev udgivet et album med musikken og en film om tilblivelsen. Projektet, der også havde naturbeskyttelse som budskab, skulle vise at musik er et medium og et sprog, der "tales" og forstås over hele verden.